# Зв'язок з підводними човнами
Зв'язок з підводними човнами — система передачі і прийому інформації між береговими органами управління і підводними човнами в морі. В залежності від середовища розповсюдження сигналів (за родом зв'язку) розрізняють звукопідводний і радіозв'язок з ПЧ. За характером повідомлень, які передаються, розрізняють телефонний, телеграфний, телекодовий, відеотелефонний зв'язок. Зв'язок з ПЧ може здійснюватися як відкритими каналами, так і з попереднім кодуванням або шифруванням інформації. Розрізняють односторонній і двостороній, дуплексний і симплексний зв'язок. Вибір схеми зв'язку і трансляції для кожного проекту підводних човнів обирається в залежності від його бойового призначення і конструктивних особливостей. Якість зв'язку з підводними човнами визначається своєчасністю, надійністю, достовірністю і прихованістю інформації, що передається.
Зв'язок з підводними човнами, коли вони знаходяться в зануреному стані — доволі серйозна технічна проблема. Основна складність полягає в тому, що електромагнітні хвилі з частотами, що використовуються в традиційному радіозв'язку, істотно послабляються при проходженні через товстий шар провідного матеріалу, яким є солона вода.
У більшості випадків вистачає найпростішого рішення: спливти до самої поверхні води й підняти антену над водою. Але цього рішення недостатньо для атомного підводного човна. Цей вид підводних човнів було розроблено під час холодної війни, такі човни можуть перебувати у підводному положенні протягом декількох тижнів та навіть місяців, та водночас вони повинні були оперативно запустити балістичні ракети у випадку ядерної війни.
Зв'язок з підводними човнами, що знаходяться в підводному положенні, здійснюється наступними способами.

## Акустична передача

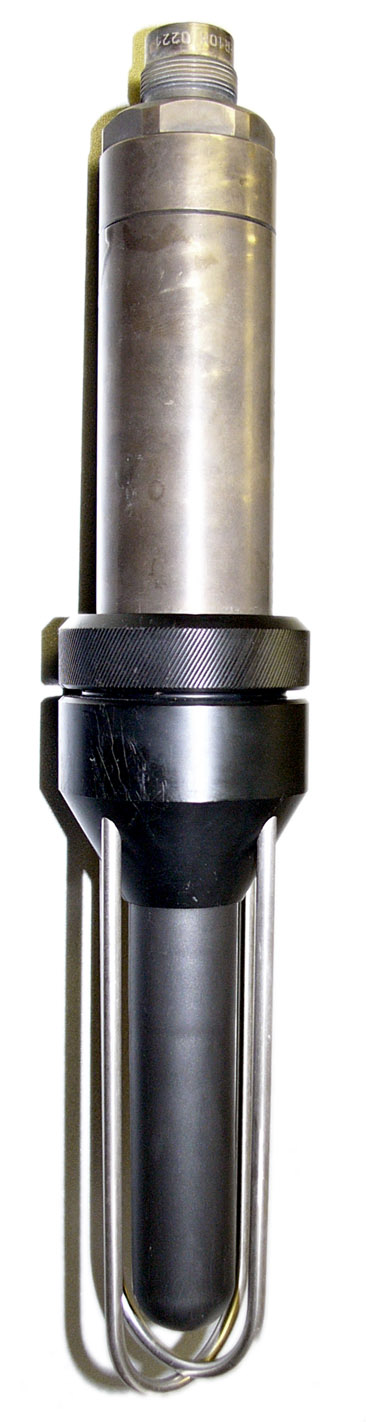
Гідрофон

- Звук може поширюватися у воді достить далеко, й для зв'язку можуть використовуватися підводні гучномовці та гідрофони. У всякому разі, військово-морські сили і СРСР, і США встановлювали акустичне обладнання на морському дні областей, які часто відвідувалися підводними човнами, і з'єднували їх підводними кабелями з наземними станціями зв'язку.
- Односторонній зв'язок в зануреному положенні можливий шляхом використання вибухів. Серії вибухів, які відбуваються через певні проміжки часу, поширюються по підводному звуковому каналу та приймаються гідроакустики.

## Радіозв'язок в діапазоні дуже низьких частот

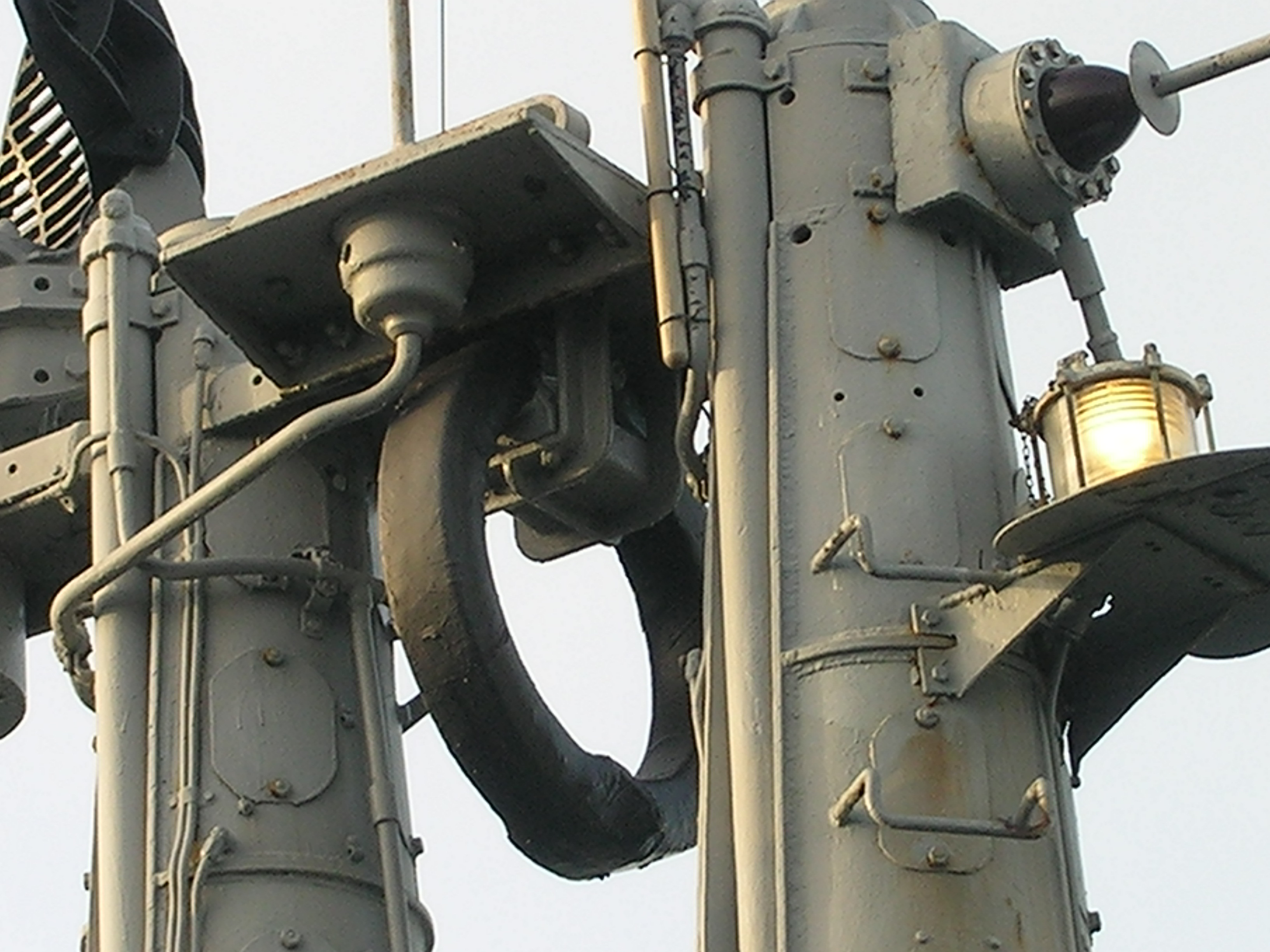
Антена VLF часів Другої світової війни

Радіохвилі  дуже низького діапазону (Наддовгі радіохвилі, VLF, 3 — 30 кГц) можуть проникати в морську воду на глибину до 20 метрів. Отже, підводний човен, що знаходиться на невеликій глибині, може використовувати цей діапазон для зв'язку. Навіть підводний човен, що знаходиться набагато глибше, може використовувати буй з антеною на довгому кабелі. Буй може перебувати на глибині декількох метрів та завдяки малим розмірам не виявляється сонарами супротивника. Перший у світі ДНЧ-передавач, «Голіаф», був побудований у Німеччині 1943 року, після війни перевезений до СРСР, в 1949–1952 роках відновлений в Нижньогородській області та експлуатується дотепер.
У Білорусі, під Вілейкою, функціонує мегаватний ДНЧ-передавач для зв'язку з підводними човнами ВМФ Росії — 43-ї вузол зв'язку.

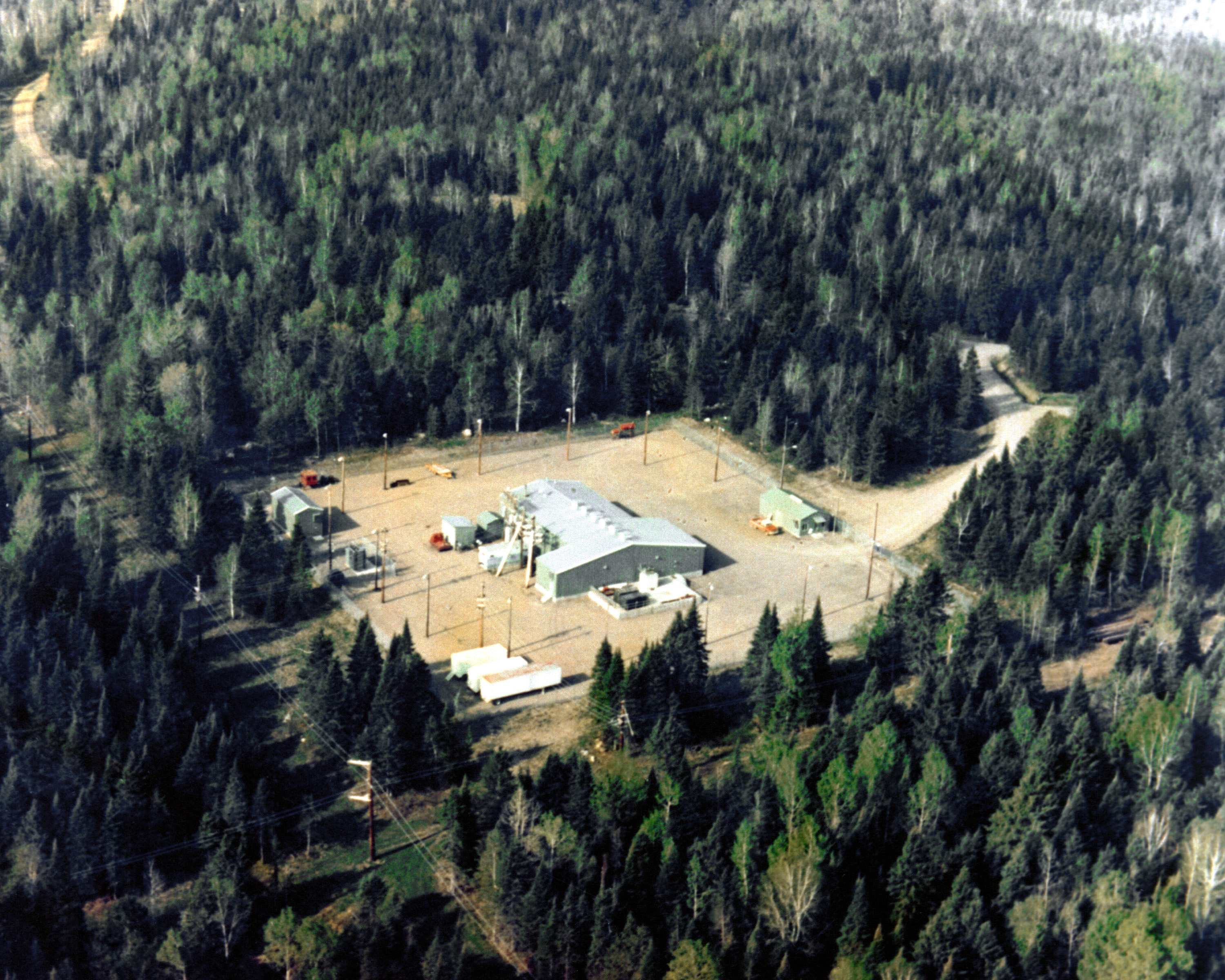
Аерофотографія КНЧ-передавача (Клем Лейк, Вісконсин, 1982)

Радіохвилі  крайньо низької частоти (Наддовгі радіохвилі, ELF, до 30 Гц) легко проходять крізь Землю та морську воду. Спорудження КНЧ-передавача — надзвичайно складне завдання через величезну довжини хвилі та вкрай низького ККД. Радянська система «ЗЕВС» працювала на частоті 82 Гц (довжина хвилі — 3656 км), американська «Seafarer» (англ. мореплавець) — 76 Гц (довжина хвилі — 3944,64 км). Довжина хвилі в цих передавачах порівнянна з радіусом Землі. Очевидно, що спорудження дипольної антени на половину довжини хвилі (протяжністю ≈ 2000 км) — наразі є нереальним завданням.
Замість цього слід використати область Землі з достатньо низькою питомою провідністю та заглибити в неї 2 значних за розмірами електроди на відстані близько 60 км один від одного. Оскільки питома провідність Землі в області електродів достатньо низька, електричний струм між електродами буде проникати глибоко в надра Землі, використовуючи їх як частину величезної антени. З причини вкрай високої технічної складності такої антени, лише СРСР і США мали КНЧ-передавачі.
Вищеописана схема реалізована на передавачі «ЗЕВС», що знаходиться на Кольському півострові в Сєвєроморську-3, на схід від Мурманська в районі з координатами 69° пн. ш. 33° сх. д. / 69° пн. ш. 33° сх. д. (факт існування радянського КНЧ-передавача був оприлюднений лише в 1990 році).
Така схема антени має вкрай низький ККД — для її роботи потрібні потужності окремої електростанції, в той час як вихідний сигнал має потужність на декілька ватів. Зате цей сигнал може бути прийнятий фактично в будь-якій точці земної кулі.
Американський передавач «Seafarer» складався з двох антен в Клем Лейк, Вісконсин (з 1977 року) та на базі ВПС «Соєр» в Мічигані (з 1980 року). Був демонтований у вересні 2004 року. До 1977 року використовувалася система «Sanguine», що знаходиться в Вісконсині.
ВМС Великої Британії робили спроби побудувати свій передавач в Шотландії, але проект було згорнуто.
Через великий розмір такого пристрою передача із зануреною човна на землю неможлива. Код зв'язку тримається в секреті, але можна припустити, що через невисокі частоти передачі (одиниці байт в хвилину) по КНЧ-зв'язку передаються лише найпростіші команди на кшталт «Спливти та слухати команду через супутниковий зв'язок». Однак і приймальні антени КНЧ-зв'язку доволі громіздкі — човни використовують випущені антени, що буксируються.

## Радіозв'язок через ретранслятори

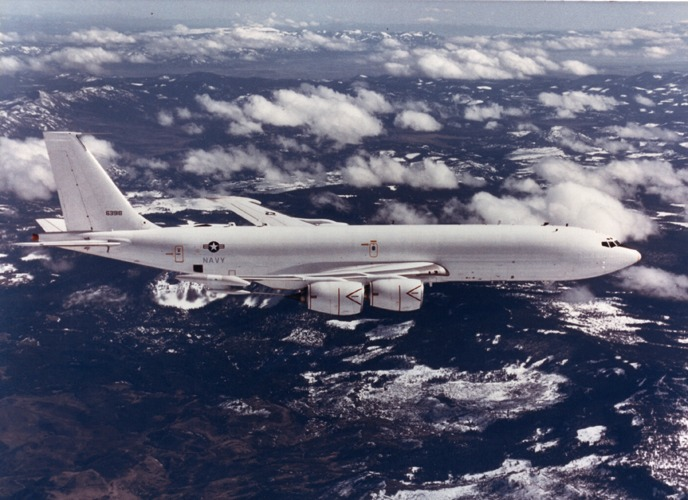
Boeing E-6 Mercury

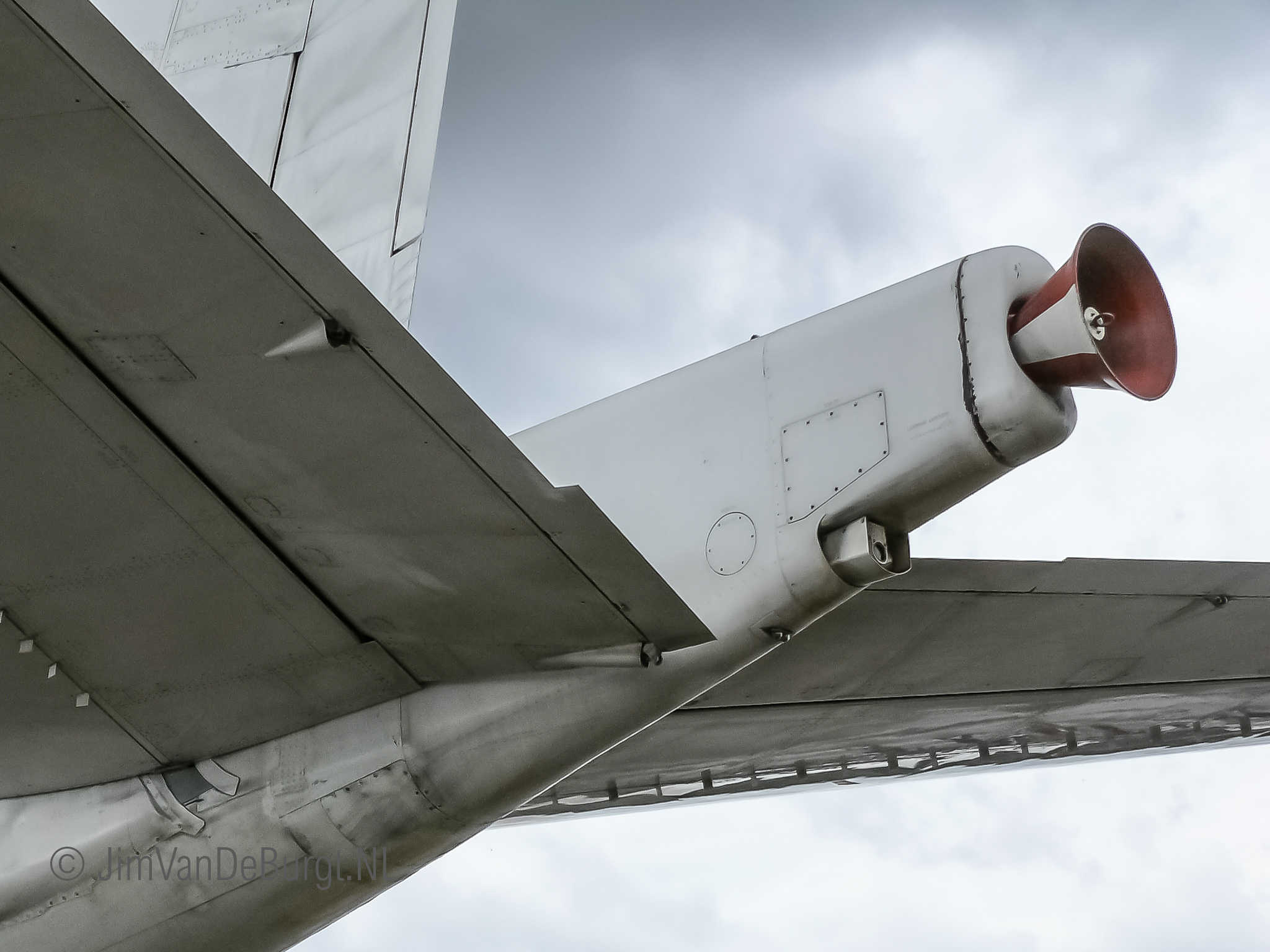
Boeing E-6 Mercury, місце для зачеплення троса-антени

### Супутники
Якщо субмарина знаходиться в надводному положенні, то вона може використовувати звичайний діапазон радіозв'язку, як й інші морські судна. Це не означає використання звичайного короткохвильового діапазону: найчастіше це зв'язок з військовим спутником зв'язку. У США подібна система зв'язку називається «супутникова підсистема обміну інформацією з підводними човнами» (англ. Submarine Satellite Information Exchange Sub-System, SSIXS), частина морської системи супутникового зв'язку на ультрависоких частотах (англ. Navy Ultra High Frequency Satellite Communications System, UHF SATCOM).

### Допоміжні підводні човни
В 1970-х роках в СРСР був розроблений проект модифікації підводних човнів проекту 629 для використання їх як ретрансляторів сигналу та забезпечення зв'язку кораблів з будь-якої точки світу з командуванням ВМФ. За проектом було модифіковано три субмарини.

### Літаки
Для зв'язку з підводними човнами у ВМС США в діапазоні наддовгих хвиль використовується літак E-6 Mercury (створений на базі пасажирського Боїнга-707), для самого зв'язку використовуються буксирувані антени довжиною 7925 м (основна) і 1219 м (допоміжна). Власне, цей літак не є чистим ретранслятором сигналів бойового управління, а служить командним пунктом для управління стратегічними ядерними силами. До складу екіпажу, крім 5 осіб, які безпосередньо керують машиною, входить ще 17 операторів. 
Урядовий повітряний командний пункт E-4A (на базі Боїнга-747) також має станцію наддовгих хвиль та трос-антену на буксирі довжиною близько 8 км.
У ВМФ РФ (СССР) використовувався літак-ретлянслятор Ту-142МР (класифікація НАТО — «Bear-J»). У нижній частині фюзеляжу встановлений барабан із випускною буксируваною тросовою аннтеною, довжиною 8,6 км і прийомопередвач СДВ-діапазону великої потужності-станція Р-826ПЛ «Фрегат». Крім цього, на літаку встановлено комплекс короткохвильових станцій для тропосферного зв'язку-«БКСР-А» та додаткове обладнання для кодування та автоматизації радіозв'язку, у тому числі БЦВМ «Орбіта-20». Для захисту екіпажу від електромагнітного випромінювання на всіх ілюмінаторах, за винятком трьох лобових скел, встановлені металеві екрануючі сітки. Літак може знаходитися в повітрі без дозаправки до 17 годин. Аналогічне обладнання встановлено на повітряному командному пункті-літаку Іл-80.

## Скритність
Сеанси зв'язку, особливо зі спливанням човна, порушують його скритність, що підвищує ризик виявлення та атаки. Тому приймаються різні заходи, що підвищують скритність човна, як технічного, так і організаційного порядку. Так, човни використовують передавачі для передачі коротких імпульсів, у яких стиснута вся необхідна інформація. Також передача може бути здійснена спливаючим та підспливаючим буєм. Буй може бути залишений човном у визначеному місці для передачі даних, яка починається, коли сам човен вже покинув район.

## Напрямки досліджень
Оскільки оптимального способу зв'язку з підводними човнами, який би підходив до будь-якої ситуації, не існує, проводяться різнопланові дослідження з вдосконалення наявних та розробки нових технологій, а саме каналів зв'язку в діапазоні КНЧ, оптичного (лазерного) випромінювання, сейсмічних та гідроакустичних хвиль. Існують розробки комунікації з підводними човнами, в яких використано властивості часток нейтрино. Наразі найбільш продуктивними видаються розробки каналів зв'язку в діапазоні КНЧ.